# Focke-Wulf Fw 44 Stieglitz
El Focke-Wulf Fw 44 Stieglitz (Jilguero) es un biplano biplaza diseñado y producido por el fabricante de aviones alemán Focke-Wulf. Fue el primer gran éxito internacional de la compañía.
El Fw 44 tenía un diseño relativamente convencional para un biplano, con un par de cabinas abiertas que estaban dispuestas en tándem, equipadas con controles de vuelo e instrumentación. El avión tenía alas rectas, tren de aterrizaje fijo con ruedas de cola y estaba propulsado por un motor radial Siemens-Halske Sh 14. Estaba equipado con alerones en las alas superiores e inferiores, pero no usaba flaps. El equipo de diseño estaba encabezado por Kurt Tank. Destinado a ser utilizado como avión de entrenamiento de pilotos y deportivo, el primer prototipo realizó su vuelo inaugural en la segunda mitad de 1932; aunque inicialmente resultó ser problemático, las modificaciones correctivas y los ajustes de diseño adaptaron rápidamente al Fw 44 a un avión adecuado para realizar maniobras acrobáticas, una hazaña de la que se aprovecharon numerosos pilotos destacados.
El avión obtuvo rápidamente pedidos sustanciales de escuelas de vuelo y clubes de vuelo, tanto en Alemania como en el extranjero. La tasa de pedidos fue tal que no solo Focke-Wulf estableció una segunda fábrica, sino que se emitieron múltiples licencias a otras compañías, lo que llevó a que el Fw 44 se produjera en varios otros países. El Fw 44C había sido considerado como la versión definitiva del avión, estaba propulsado también por un motor radial Siemens-Halske Sh 14. En varias ocasiones, el tipo vio un uso militar clave; la Fuerza Aérea de la República de China adaptó su avión para el combate de primera línea durante la segunda guerra sino-japonesa. La Luftwaffe operó numerosos Fw 44, tanto antes como durante la Segunda Guerra Mundial.

## Sitios externos
- Wikimedia Commons alberga una categoría multimedia sobre Focke-Wulf Fw 44 Stieglitz.